# Distretto di Shambuco
Il distretto di Sciambuco è uno dei quattordici distretti della regione di Gasc-Barca, in Eritrea. Ha per capoluogo la città di Sciambuco.